# Fuhsetal
Fuhsetal ist die Bezeichnung für ein Naturschutzgebiet in der niedersächsischen Stadt Peine und der Gemeinde Edemissen im Landkreis Peine.
Das Naturschutzgebiet mit dem Kennzeichen NSG BR 065 ist 380 Hektar groß und umfasst das Tal des Flusses Fuhse von Peine bis Abbensen. Es erstreckt sich von der Bundesstraße 444 in Peine bis zur Landesstraße 320 in Abbensen und folgt dem Verlauf der Fuhse zwischen Vöhrum, Eixe und Röhrse. Gequert wird das Naturschutzgebiet vom Bahndamm der ehemals nach Uetze führenden Bahnstrecke, der Kreisstraße 3 zwischen Vöhrum und Eixe und der Bundesautobahn 2. Daneben verlaufen eine weitere Straße sowie mehrere Wirtschaftswege durch das Naturschutzgebiet.

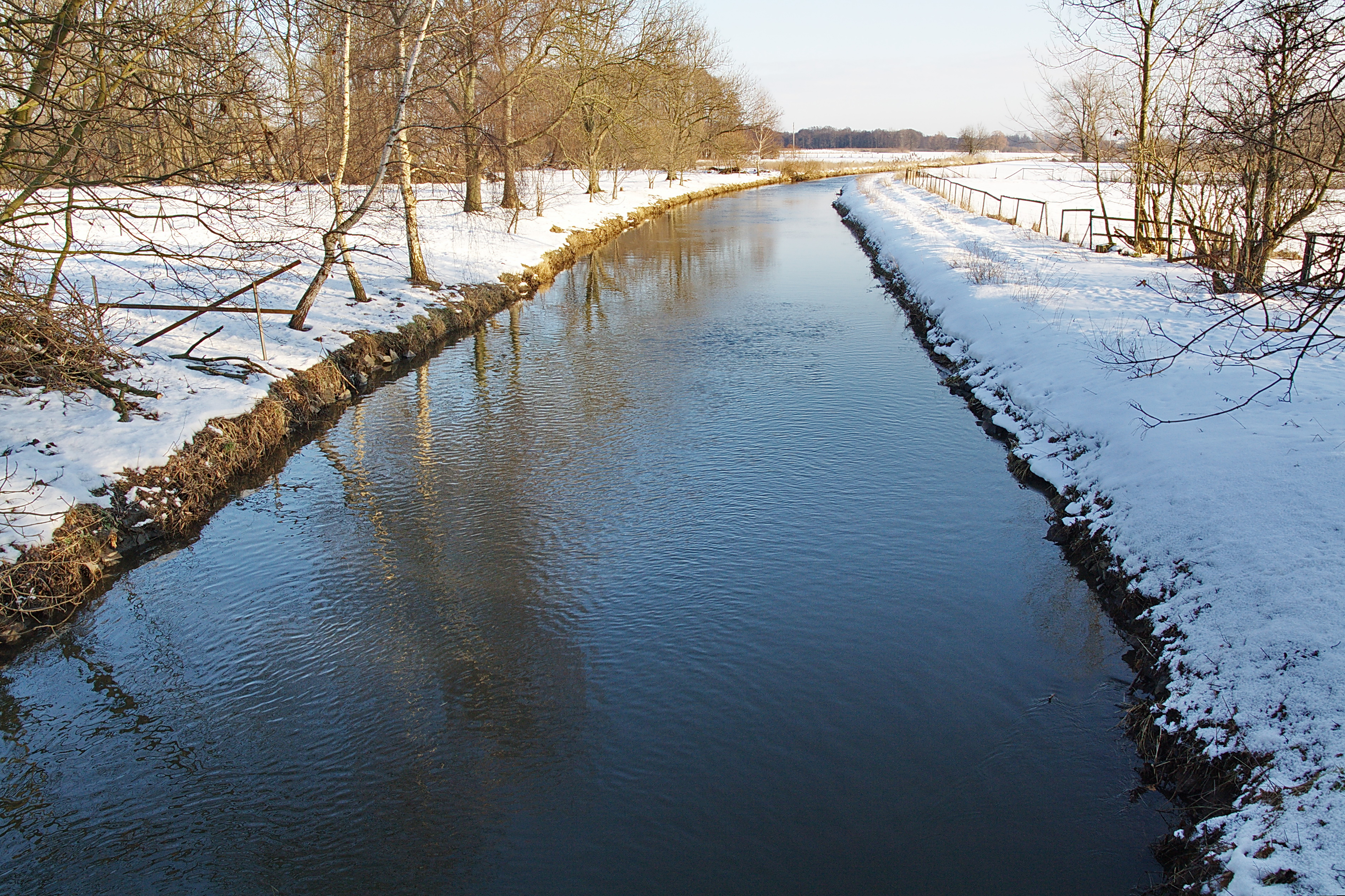
Das Fuhstal bei Eixe.

Die Fuhse ist überwiegend begradigt. Ihre breite und innerhalb des Naturschutzgebietes feuchte Aue wird überwiegend als Grünland genutzt. Entlang des Flusslaufs befinden sich Brachflächen, die von Röhrichtbeständen, Großseggenrieden, Gehölzen und Gebüschgruppen geprägt sind. Die Niederung ist durchsetzt von zum Teil stark zugewachsenen Altarmen und einzelnen sonstigen Stillgewässern.
Das Gebiet steht seit dem 16. Januar 1985 unter Naturschutz. Zuständige untere Naturschutzbehörde ist der Landkreis Peine.